# Robotaksi
Robotaksi poznat i kao robot taksi, samovozeći taksi ili taksi bez vozača, autonomni je automobil (SAE automatizacija razine 4 ili 5) kojim upravlja tvrtka za dijeljenje prijevoza.
Predviđanja o širokom i brzom uvođenju robotaksija – već do 2018. – nisu se ostvarila. U tijeku su brojna ispitivanja u gradovima diljem svijeta, od kojih su neka otvorena za javnost i donose prihod. Međutim, od 2021. postavljaju se pitanja je li napredak samovozeće tehnologije zastao i jesu li riješeni problemi društvenog prihvaćanja, kibernetičke sigurnosti i troškova.
Neke su studije pretpostavile da bi robotaksi koji radi u usluzi autonomne mobilnosti na zahtjev (AMoD) mogao biti jedna od najbrže usvojenih primjena autonomnih automobila u velikom broju i glavno rješenje mobilnosti, osobito u urbanim područjima. Štoviše, mogli bi imati vrlo pozitivan utjecaj na sigurnost na cesti, prometne zagušenosti i parkiranje.  Robotaksi bi također mogao smanjiti zagađenje i potrošnju energije, budući da će te usluge najvjerojatnije koristiti električne automobile, a za većinu vožnji potrebna je manja veličina i domet vozila u usporedbi s vozilima u osobnom vlasništvu. 
Očekivano smanjenje broja vozila znači manje ugrađene energije, ali se mora uzeti u obzir potrošnja energije za preraspodjelu praznih vozila. Robotaksi bi smanjio operativne troškove eliminirajući potrebu za ljudskim vozačem, što bi ga moglo učiniti pristupačnim oblikom prijevoza i povećati popularnost prijevoza kao usluge za razliku od osobnog vlasništva automobila. Takav bi razvoj mogao dovesti do ukidanja radnih mjesta i novih izazova u vezi s obvezama operatera. U 2023. neki robotaksiji uzrokovali su zagušenje kada su blokirali ceste zbog gubitka mobilne veze, a drugi se nisu uspjeli pravilno prepustiti vozilima hitne pomoći. Od 2023. samo je jedan smrtni slučaj povezan s robotaksijem, pješak kojeg je udarilo Uberovo testno vozilo 2018.